# إي-جيرلز وإي-بويز

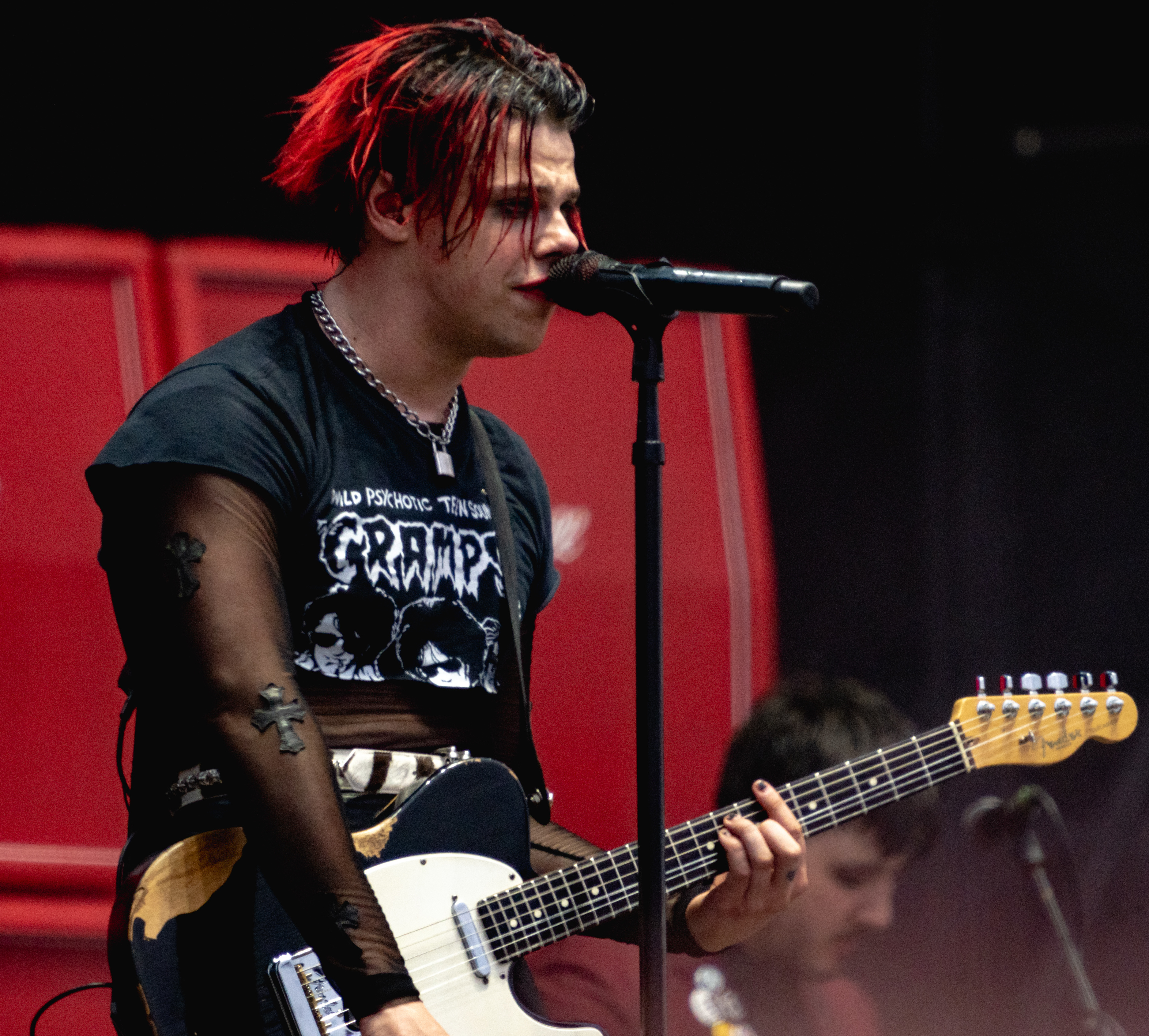
يونغبلود (2021).

إي-جيرلز وَإي-بويز (بالإنجليزية: E-Girls and E-Boys) يُعرفون أحيانًا بشكل جماعي باسم إي-كيدز (بالإنجليزية: e-kids) هي ثقافة فرعية للشباب ظهرت في أواخر عام 2010 وتكاد تظهر بشكل حصري على وسائل التواصل الاجتماعي، اشتهرت بشكل خاص من خلال تطبيق مشاركة الفيديو تيك توك. تميل مقاطع الفيديو الخاصة بهم إلى أن تكون مغازلة، وفي كثير من الأحيان، تكون جنسية بشكل صريح.